# Bahnbetriebswerk Metz-Sablon
Das Bahnbetriebswerk Metz-Sablon war das größte Bahnbetriebswerk (BW) der Reichseisenbahnen in Elsaß-Lothringen (EL) und später der Administration des chemins de fer d’Alsace et de Lorraine (AL).

## Geschichte
Seit 1851 entstand in Montigny-lès-Metz, südlich von Metz, ein erstes BW, nachdem Metz mit der Bahnstrecke nach Nancy Eisenbahnanschluss erhalten hatte. Es wurde bis nach dem Deutsch-Französischen Krieg von der Compagnie des Chemins de Fer de l’Est betrieben.:195
Nachdem auch Metz 1871 deutsch geworden und die dortigen Eisenbahnanlagen an die EL übergegangen waren, errichtete diese ab 1872 das Bahnbetriebswerk Metz-Sablon. Als erstes entstanden zwei Ringlokschuppen mit je einer Drehscheibe und 40 Ständen sowie ein zentrales Verwaltungsgebäude. Zwischen 1898 und 1908 wurden nacheinander drei weitere, zusätzliche Ringlokschuppen gebaut. Alle hatten 20-m-Drehscheiben. Mit fünf Ringlokschuppen war das Bahnbetriebswerk Metz-Sablon das größte der EL.:195
1919 ging das BW an die AL über. Diese ersetzte 1925/26 zwei 20-m-Drehscheiben durch 24-m-Drehscheiben, weil die älteren Anlagen für die neuen Pazific-Lokomotiven der Baureihe S 14 nicht groß genug waren. In den Folgejahren baute die AL das BW weiter aus.:195 Das Kohlelager hatte eine Kapazität von 7000 t.:196 1934 wurde eine Werkstatt zur Pflege der nun vermehrt in den Bestand übernommenen Dieseltriebwagen eröffnet. Auch nach Übernahme der AL in die SNCF 1938 blieb das Bahnbetriebswerk Metz-Sablon das regionale Zentrum zur Betreuung der Fahrzeuge.:197
Während des Zweiten Weltkriegs wurden die Anlagen durch drei Luftangriffe zu 90 % zerstört. Die SNCF entschied sich deshalb nach dem Krieg gegen den Wiederaufbau und verlagerte die Aufgaben in das Bahnbetriebswerk Frescaty.:198 Das Gelände des BW Metz-Sablon wurde 1946/47 von Trümmern geräumt, diente aber nur noch in geringem Umfang als BW. Erst ab 1952 wurde es wieder ausgebaut, um die zunehmende Flotte an Dieselfahrzeugen zu betreuen:199, eine Aufgabe, die es bis heute wahrnimmt, allerdings unter wechselnden Bezeichnungen, die zum Teil durch interne Umorganisationen der SNCF verursacht wurden: 1992 wurde das BW (französisch: Dépôt) in Établissement de Maintanance et de Traction Metz-Sablon umbenannt, Mitte der 1990er Jahre mit der entsprechenden Dienststelle in Thionville fusioniert. Diese Fusion hieß nun: Établissement de Maintanance et de Traction Nord-Lorraine – Metz-Sablon war in dieser Einheit eine unité-production – und seit 2010 das Technicentre SNCF Lorraine.:201